# 光食品
光食品株式会社は、日本の食品製造会社である。無添加、無農薬、放射性物質の回避など食の安全に強みをもつ。

## 沿革
羽車ソース会社に勤めていた島田利雄（1919年-2010年）が戦後に独立、小松島で小松島横須ソース製造所を始めたのを起源とする。その後事業を法人化、前向きなイメージがある、光という字を入れて光食品と名付けられた。
1997年には上板町に新工場用地を取得、新工場を建設して生産能力拡大に乗り出した。工場は当初1998年末に稼働の予定であったが遅れ、2000年から稼働した。
2007年には原料確保のため、社長個人の名義で農地を賃借して農業に参入した。原料を納入していた農家が高齢化で手間や費用のかかる有機栽培を続けられなくなってきたことに伴う措置で、その一方では県内の有機農業生産者増加を目的とした「徳島有機農業を育てる会」の設立にも加わり、社長の島田光雅が会長を務めている。2009年に企業の農業参入制限が緩和されると、2011年には耕作放棄地を活用した有機農業に直接参入した。
2010年代以降は海外展開を強化しており、上海、シンガポール、香港などアジア各都市でアンテナショップや商談会に参加するほか、来県した海外バイヤーの工場視察を受け入れを行っている。2013年にはオーストラリアとドイツ、2014年からはイギリスへの展開に着手し、2015年にはスウェーデンでも試験販売を開始した。2016年時点では、出荷高に占める海外向けの割合は1割を占めている。
- 1946年 4月 - 創業[1]
- 1951年 4月 - 株式会社に改組[1]
- 1957年 - 徳島市南田宮に移転[1][注釈 1]
- 1961年 - 岡山トマト（岡山県）を買収、ケチャップの製造を開始[31]。
- 2000年2月 - 上板工場操業開始[9][注釈 2]
- 2000年12月 - 有機農産物加工食品についての製造業者（有機JAS法）に認定[1][5]

## 食の安全への取り組み
従来の添加物入りソースの安全性に疑問を抱き、添加物を使用しないソース作りを目指し、創業から18年後の1964年に、無添加ソースの製造発売を行っている。更に、ソース原料となる野菜や果実の無農薬・有機栽培化を目指し、1977年に日本初となる有機野菜と果実を使用したウスターソースの製造発売を行っている。
1999年には、遺伝子組み換えトウモロコシが原料に使用されている可能性があることから、ソースに使用していたコーンスターチをやめ、代替製品を採用した。
2011年3月11日の福島第一原子力発電所事故以降は、ドイツ製の放射性物質測定装置を導入を決め、11月から自主検査を行っている。日本の基準値より厳しいドイツ放射線防護協会の基準である4ベクレルを社内基準として用いている。

## 環境保全への取り組み
環境保全型工場を目指している。微生物処理などにより食品加工時の排水後の水質は、「吉野川の水質並み」「吉野川よりもきれいな水」「飲めるレベル」であるとしている。工場内汚泥の対処としては、2003年6月から堆肥化施設を稼働させ、汚泥をもみ殻や菌床の残渣と混ぜて堆肥化している。堆肥は自社の畑で土壌散布している。他にもサイダー製造に使用したレモンの皮をマーマレードやソースの増粘剤に使用するなどの食品残渣の再利用や、太陽光発電システムの導入などを行っている。

## 商品
有機栽培の原料を使用した調味料や飲料を多数生産しており、生産品目は90種（2013年）に及ぶ。2015年5月には「有機回鍋肉の素」「有機青椒肉絲の素」など使い切り加工食品を発売し、レトルト食品を調味料・飲料に次ぐ第3の柱に位置付けている。
- ヒカリ麻婆の素（1998年1月）[48][49]
- ヒカリみかんサイダー（1998年4月）[50]
- ヒカリレモンマーマレード（1998年）[51]
- 豆乳とうもろこしスープ（1999年2月）[52][53]
- ヒカリ果実の恵みドレッシング（1999年3月）[54]
- ヒカリかぼちゃスープ（1999年11月）[55]
- とうもろこしスープ（2000年）[53]
- ヒカリ熟辛ソース（2001年）[56]
- ゆずとにんじん 有機ノンオイルドレッシング（2001年）[57][58]
- 有機トマトケチャップ（2001年）[59]
- 有機めんつゆ（2002年）[60]
- うめしょうゆ有機ノンオイルドレッシング（2002年）[60]
- 有機果実と野菜のジュース（2002年）[60]
- 有機ウスターソース（2003年1月）[61][62]
- 有機中濃ソース（2003年1月）[61]
- 有機濃厚ソース（2003年1月）[61]
- 有機ピザソース（2003年1月）[61]
- オーガニックりんごジュース（2003年）[63]
- すっとゆずドリンク（2003年）[63]
- 黒糖蜜（2004年12月）[64]
- 有機黒酢入りりんごドリンク（2005年3月）[65]
- 有機黒酢inトマトドリンク（2005年4月）[65]
- 有機 野菜飲むならこれ！1日分（2006年7月）[66][67]
- 職人の夢 こんなソースが造りたかった 有機中濃ソース（2006年7月）[68][69][70]
- 職人の夢 こんなぽん酢が造りたかった 有機すだちぽん酢（2006年11月）[70]
- 有機青じそノンオイルドレッシング（2009年2月）[71]
- ヒカリ 国内産特別栽培トマト使用 トマトケチャップ（2009年）[72][73]
- 国産有機トマトジュース（2010年）[74]
- アップルサイダー+レモン（2010年）[75]
- オーガニック ジンジャーエール（2012年）[76][75]
- オーガニック スポーツドリンク（2012年）[77][75]
- オーガニックアップルサイダー+レモン（2012年）[75]
- オーガニックぶどうサイダー+レモン（2013年）[78][79]
- 有機ミートソース[80]

## 顧客
野球選手の工藤公康は同社の有機黒酢入りりんごドリンクを飲んでいた。また作家の雁屋哲は同社のソースとケチャップを愛好しており、帰国の度に購入している。雁屋が原作者を務める漫画『美味しんぼ』に光食品が登場したこともある。